# أندرو باتيسون
أندرو باتيسون (بالإنجليزية: Andrew Pattison)‏ مواليد 30 يناير 1949 في بريتوريا، اتحاد جنوب أفريقيا، هو لاعب كرة مضرب أمريكي سابق بدأ مسيرته كمحترف سنة 1970 وكان يلعب باليد اليمنى، اعتزل اللعب في 1983. أعلى تصنيف له في الفردي كان المركز الـ 24 في سنة 1974.

## النهائيات
| الحصيلة | الرقم | التاريخ        | البطولة                               | الأرضية | المنافس في النهائي | النتيجة في النهائي |
| ------- | ----- | -------------- | ------------------------------------- | ------- | ------------------ | ------------------ |
| الوصافة | 1.    | 23 يوليو 1972  | كولومبوس، أوهايو, الولايات المتحدة    | صلبة    | جيمي كونرز         | 5–7, 3–6, 5–7      |
| الوصافة | 2.    | 30 يوليو 1972  | تنغلووود, الولايات المتحدة            |         | بوب هيويت          | 6–3, 3–6, 1–6      |
| الوصافة | 3.    | 14 أغسطس 1972  | بطولة كندا للأساتذة                   | ترابية  | إيلي ناستاسي       | 4–6, 3–6           |
| الفوز   | 1.    | 8 أبريل 1974   | مونتي كارلو للماسترز، موناكو          | ترابية  | إيلي ناستاسي       | 5–7, 6–3, 6–4      |
| الفوز   | 2.    | 15 أبريل 1974  | جوهانسبرغ، جنوب أفريقيا               | صلبة    | جون ألكسندر        | 6–3, 7–5           |
| الوصافة | 4.    | 28 أكتوبر 1974 | فيينا                                 | صلبة    | فيتاس جرولايتيس    | 4–6, 6–3, 3–6, 2–6 |
| الوصافة | 5.    | 7 يناير 1976   | كولومبوس، الولايات المتحدة            | سجاد    | أرثر أش            | 6–3, 3–6, 6–7(4)   |
| الوصافة | 6.    | 8 فبراير 1976  | دايتون، أوهايو, الولايات المتحدة      | سجاد    | خايمي فيلول        | 4–6, 7–6, 4–6      |
| الفوز   | 3.    | 14 سبتمبر 1977 | لاغونا نيجال, الولايات المتحدة        | صلبة    | كولين ديبلي        | 2–6, 7–6, 6–4      |
| الفوز   | 4.    | 27 نوفمبر 1979 | جوهانسبرغ، جنوب أفريقيا               | صلبة    | فيكتور بيسي        | 2–6, 6–3, 6–2, 6–3 |
| الوصافة | 7.    | 7 يوليو 1980   | بطولة نيوبورت للتنس, الولايات المتحدة | عشبية   | فيجاي أمريتراج     | 1–6, 7–5, 3–6      |

## روابط خارجية
- أندرو باتيسون على موقع رابطة محترفي التنس (الإنجليزية)
- أندرو باتيسون على موقع الاتحاد الدولي لكرة المضرب (الإنجليزية)
- أندرو باتيسون على موقع خلاصة التنس.كوم (الإنجليزية)